# Karoline von Günderrode
Karoline Friederike Louise Maximiliane von Günderrode (ur. 11 lutego 1780 r. w Karlsruhe; zm. 26 lipca 1806 r. w Winkel) – niemiecka poetka romantyzmu.

## Dzieła
- "Gedichte, Prosa, Briefe", Hrsg. von Hannelore Schlaffer, Stuttgart 1998
- "Der Schatten eines Traumes : Gedichte, Prosa, Briefe, Zeugnisse von Zeitgenossen", Hrsg. von Christa Wolf, München 1997

- Karoline von Günderrode. Sämtliche Werke und ausgewählte Studien. Historisch-Kritische Ausgabe. Herausgegeben von Walter Morgenthaler. Basel; Frankfurt/Main: Stroemfeld/Roter Stern. Band 1: Texte. Hg. v. Walter Morgenthaler unter Mitarb. v. Karin Obermeier und Marianne Graf. 1990. Band 2: Varianten und ausgewählte Studien. Hg. v. Walter Morgenthaler. 1991. Band 3: Kommentar. Hg. v. Walter Morgenthaler unter Mitarb. v. Karin Obermeier und Marianne Graf. 1991.

## Opracowania
- Christa Wolf: Kein Ort. Nirgends (Erzählung über eine mögliche aber fiktive Begegnung der Günderode mit Heinrich von Kleist), Berlin, Weimar 1979
- Bettina von Arnim: Die Günderode. suhrkamp taschenbuch st 2341, 1. Auflage 1994
- Markus Hille: Karoline von Günderrode, Reinbek 1999
- Margarete Lazarowicz: Karoline von Günderrode. Porträt einer Fremden. Frankfurt am Main 1986